# Stevan Jovetić
Stevan Jovetić (Ký tự Kirin: Cтeвaн Joвeтић, IPA: [stɛ̂ʋaːn jɔ̂ʋɛtitɕ]; sinh ngày 2 tháng 11 năm 1989 ở Titograd, Nam Tư) là một cầu thủ bóng đá chuyên nghiệp người Montenegro hiện đang thi đấu ở vị trí tiền đạo cho câu lạc bộ Omonia và là đội trưởng của đội tuyển bóng đá quốc gia Montenegro.

## Sự nghiệp câu lạc bộ

### Partizan
Vào ngày 8 tháng 4 năm 2006, anh có trận ra mắt trong màu áo Partizan dưới sự dẫn dắt của huấn luyện viên Jürgen Röber trong trận gặp Voždovac ở giải vô địch quốc gia.
Anh ghi 3 bàn trong trận đấu ở vòng loại cúp UEFA gặp Zrinjski vào ngày 2 tháng 8 năm 2007, trận này Partizan thắng 5–0, và anh có được cú hattrick đầu tiên trong sự nghiệp khi mới 17 tuổi. Trong tháng 10 năm 2007, anh được nhiều câu lạc bộ hàng đầu như Manchester United và Real Madrid nhòm ngó. Anh trở thành đội trưởng của Partizan từ tháng 1 năm 2008, sau khi cựu đội trưởng Antonio Rukavina chuyển sang Borussia Dortmund.

### Fiorentina
Vào ngày 10 tháng 5 năm 2008, câu lạc bộ Ý, Fiorentina ký hợp đồng với anh với mức giá 8 triệu euro. Anh ghi bàn đầu tiên cho Viola trong 1 trận đấu ở Serie A gặp Atalanta từ chấm penalty vào ngày 5 tháng 4 năm 2009.
Vào ngày 26 tháng 8 năm 2009, Jovetić ghi bàn trong trận hòa 1–1 với Sporting Lisbon ở Sân vận động Artemio Franchi, đưa Fiorentina vào vòng bảng UEFA Champions League 2009-10. Vào ngày 29 tháng 9 năm 2009, anh ghi cả hai bàn trong chiến thắng 2–0 trước Liverpool ở vòng bảng Champions League..

### Manchester City
Ngày 19 tháng 7 năm 2013, anh chuyển sang Manchester City với mức giá 22 triệu bảng Anh.
Ngày 30 tháng 7 năm 2015, anh chuyển sang Inter Milan với giá 2 triệu bảng.

## Thi đấu quốc tế
Jovetić có lần đầu tiên chơi cho đội tuyển Montenegro trong trận gặp Hungary vào tháng 3 năm 2007. Jovetić cũng là một thành viên chủ chốt của đội U21 Montenegro, và được kì vọng là người sẽ kế thừa chiếc băng đội trưởng của Mirko Vučinić khi mới 17 tuổi.

## Thống kê sự nghiệp

### Câu lạc bộ
Tính đến 29 tháng 5 năm 2024
| Câu lạc bộ          | Mùa giải            | Giải đấu                        | Giải đấu | Giải đấu | Cúp quốc gia | Cúp quốc gia | Cúp liên đoàn | Cúp liên đoàn | Châu lục | Châu lục | Khác | Khác | Tổng cộng | Tổng cộng |
| Câu lạc bộ          | Mùa giải            | Hạng đấu                        | Trận     | Bàn      | Trận         | Bàn          | Trận          | Bàn           | Trận     | Bàn      | Trận | Bàn  | Trận      | Bàn       |
| ------------------- | ------------------- | ------------------------------- | -------- | -------- | ------------ | ------------ | ------------- | ------------- | -------- | -------- | ---- | ---- | --------- | --------- |
| Partizan            | 2005–06             | Serbia and Montenegro SuperLiga | 2        | 0        | 0            | 0            | —             | —             | 0        | 0        | —    | —    | 2         | 0         |
| Partizan            | 2006–07             | Serbian SuperLiga               | 22       | 1        | 4            | 3            | —             | —             | 0        | 0        | —    | —    | 26        | 4         |
| Partizan            | 2007–08             | Serbian SuperLiga               | 27       | 12       | 4            | 3            | —             | —             | 2        | 4        | —    | —    | 33        | 19        |
| Partizan            | Tổng cộng           | Tổng cộng                       | 51       | 13       | 8            | 6            | —             | —             | 2        | 4        | —    | —    | 61        | 23        |
| Fiorentina          | 2008–09             | Serie A                         | 29       | 2        | 1            | 0            | —             | —             | 5        | 0        | —    | —    | 35        | 2         |
| Fiorentina          | 2009–10             | Serie A                         | 29       | 6        | 2            | 0            | —             | —             | 6        | 5        | —    | —    | 37        | 11        |
| Fiorentina          | 2010–11             | Serie A                         | 0        | 0        | 0            | 0            | —             | —             | —        | —        | —    | —    | 0         | 0         |
| Fiorentina          | 2011–12             | Serie A                         | 27       | 14       | 2            | 0            | —             | —             | —        | —        | —    | —    | 29        | 14        |
| Fiorentina          | 2012–13             | Serie A                         | 31       | 13       | 3            | 0            | —             | —             | —        | —        | —    | —    | 34        | 13        |
| Fiorentina          | Tổng cộng           | Tổng cộng                       | 116      | 35       | 8            | 0            | —             | —             | 11       | 5        | —    | —    | 135       | 40        |
| Manchester City     | 2013–14             | Premier League                  | 13       | 3        | 5            | 3            | 0             | 0             | 0        | 0        | —    | —    | 18        | 6         |
| Manchester City     | 2014–15             | Premier League                  | 17       | 5        | 2            | 0            | 1             | 0             | 5        | 0        | 1    | 0    | 26        | 5         |
| Manchester City     | Tổng cộng           | Tổng cộng                       | 30       | 8        | 7            | 3            | 1             | 0             | 5        | 0        | 1    | 0    | 44        | 11        |
| Inter Milan (mượn)  | 2015–16             | Serie A                         | 26       | 6        | 2            | 1            | —             | —             | —        | —        | —    | —    | 28        | 7         |
| Inter Milan         | 2016–17             | Serie A                         | 5        | 0        | 0            | 0            | —             | —             | —        | —        | —    | —    | 5         | 0         |
| Inter Milan         | Tổng cộng           | Tổng cộng                       | 31       | 6        | 2            | 1            | —             | —             | —        | —        | —    | —    | 33        | 7         |
| Sevilla (mượn)      | 2016–17             | La Liga                         | 21       | 6        | 1            | 1            | —             | —             | 2        | 0        | —    | —    | 24        | 7         |
| Monaco              | 2017–18             | Ligue 1                         | 15       | 8        | 2            | 2            | 3             | 0             | 1        | 0        | —    | —    | 21        | 10        |
| Monaco              | 2018–19             | Ligue 1                         | 8        | 2        | 0            | 0            | —             | —             | 1        | 0        | 1    | 0    | 10        | 2         |
| Monaco              | 2019–20             | Ligue 1                         | 9        | 2        | 4            | 0            | —             | —             | —        | —        | —    | —    | 13        | 2         |
| Monaco              | 2020–21             | Ligue 1                         | 29       | 6        | 4            | 1            | —             | —             | —        | —        | —    | —    | 33        | 7         |
| Monaco              | Tổng cộng           | Tổng cộng                       | 61       | 18       | 10           | 3            | 3             | 0             | 2        | 0        | 1    | 0    | 77        | 21        |
| Hertha BSC          | 2021–22             | Bundesliga                      | 18       | 6        | 2            | 1            | —             | —             | —        | —        | 2    | 0    | 22        | 7         |
| Hertha BSC          | 2022–23             | Bundesliga                      | 17       | 4        | 1            | 0            | —             | —             | —        | —        | —    | —    | 18        | 4         |
| Hertha BSC          | Tổng cộng           | Tổng cộng                       | 35       | 10       | 3            | 1            | —             | —             | —        | —        | 2    | 0    | 40        | 11        |
| Olympiacos          | 2023–24             | Super League Greece             | 21       | 6        | 2            | 0            | —             | —             | 11       | 2        | —    | —    | 34        | 8         |
| Tổng cộng sự nghiệp | Tổng cộng sự nghiệp | Tổng cộng sự nghiệp             | 366      | 102      | 41           | 15           | 4             | 0             | 33       | 11       | 4    | 0    | 448       | 130       |

1. ↑  Bao gồm Serbian Cup, Coppa Italia, FA Cup, Copa del Rey, Coupe de France, DFB-Pokal, Greek Football Cup
2. ↑  Bao gồm Football League Cup, Coupe de la Ligue
3. ↑  Số lần ra sân tại UEFA Cup
4. ↑  Ba lần ra sân tại UEFA Champions League, hai lần ra sân tại UEFA Cup
5. 1 2 3 4 5  Số lần ra sân tại UEFA Champions League
6. ↑  Ra sân tại FA Community Shield
7. ↑  Ra sân tại Trophée des Champions
8. ↑  Số lần ra sân tại Bundesliga play-offs xuống hạng
9. ↑  Bốn lần ra sân tại UEFA Europa League, bảy lần ra sân và hai bàn thắng tại UEFA Europa Conference League

### Quốc tế
Tính đến 19 tháng 11 năm 2024
| Đội tuyển quốc gia | Năm       | Trận | Bàn |
| ------------------ | --------- | ---- | --- |
| Montenegro         | 2007      | 1    | 0   |
| Montenegro         | 2008      | 6    | 4   |
| Montenegro         | 2009      | 6    | 2   |
| Montenegro         | 2010      | 0    | 0   |
| Montenegro         | 2011      | 6    | 1   |
| Montenegro         | 2012      | 5    | 3   |
| Montenegro         | 2013      | 6    | 2   |
| Montenegro         | 2014      | 5    | 1   |
| Montenegro         | 2015      | 5    | 3   |
| Montenegro         | 2016      | 4    | 3   |
| Montenegro         | 2017      | 5    | 5   |
| Montenegro         | 2018      | 2    | 0   |
| Montenegro         | 2019      | 0    | 0   |
| Montenegro         | 2020      | 7    | 4   |
| Montenegro         | 2021      | 4    | 3   |
| Montenegro         | 2022      | 3    | 0   |
| Montenegro         | 2023      | 9    | 3   |
| Montenegro         | 2024      | 9    | 2   |
| Tổng cộng          | Tổng cộng | 83   | 36  |

| #   | Ngày                 | Địa điểm                                                | Đối thủ       | Bàn thắng | Kết quả | Giải đấu                      |
| --- | -------------------- | ------------------------------------------------------- | ------------- | --------- | ------- | ----------------------------- |
| 1.  | 20 tháng 8 năm 2008  | Sân vận động Ferenc Puskás, Budapest, Hungary           | Hungary       | 1–1       | 3–3     | Giao hữu                      |
| 2.  | 20 tháng 8 năm 2008  | Sân vận động Ferenc Puskás, Budapest, Hungary           | Hungary       | 3–2       | 3–3     | Giao hữu                      |
| 3.  | 6 tháng 9 năm 2008   | Sân vận động Thành phố Podgorica, Podgorica, Montenegro | Bulgaria      | 2–1       | 2–2     | Vòng loại FIFA World Cup 2010 |
| 4.  | 19 tháng 11 năm 2008 | Sân vận động Thành phố Podgorica, Podgorica, Montenegro | Bắc Macedonia | 2–0       | 2–1     | Giao hữu                      |
| 5.  | 12 tháng 8 năm 2009  | Sân vận động Thành phố Podgorica, Podgorica, Montenegro | Wales         | 1–0       | 2–1     | Giao hữu                      |
| 6.  | 5 tháng 9 năm 2009   | Sân vận động Quốc gia Vasil Levski, Sofia, Bulgaria     | Bulgaria      | 1–0       | 1–4     | Vòng loại FIFA World Cup 2010 |
| 7.  | 2 tháng 9 năm 2011   | Sân vận động Cardiff City, Cardiff, Wales               | Wales         | 1–2       | 1–2     | Vòng loại UEFA Euro 2012      |
| 8.  | 29 tháng 2 năm 2012  | Sân vận động Thành phố Podgorica, Podgorica, Montenegro | Iceland       | 1–0       | 2–1     | Giao hữu                      |
| 9.  | 29 tháng 2 năm 2012  | Sân vận động Thành phố Podgorica, Podgorica, Montenegro | Iceland       | 2–1       | 2–1     | Giao hữu                      |
| 10. | 15 tháng 8 năm 2012  | Sân vận động Thành phố Podgorica, Podgorica, Montenegro | Latvia        | 1–0       | 2–0     | Giao hữu                      |
| 11. | 15 tháng 10 năm 2013 | Sân vận động Thành phố Podgorica, Podgorica, Montenegro | Moldova       | 1–1       | 2–5     | Vòng loại FIFA World Cup 2014 |
| 12. | 15 tháng 10 năm 2013 | Sân vận động Thành phố Podgorica, Podgorica, Montenegro | Moldova       | 2–5       | 2–5     | Vòng loại FIFA World Cup 2014 |
| 13. | 15 tháng 11 năm 2014 | Sân vận động Thành phố Podgorica, Podgorica, Montenegro | Thụy Điển     | 1–1       | 1–1     | Vòng loại UEFA Euro 2016      |
| 14. | 8 tháng 6 năm 2015   | Sân vận động Viborg, Viborg, Đan Mạch                   | Đan Mạch      | 1–0       | 1–2     | Giao hữu                      |
| 15. | 5 tháng 9 năm 2015   | Sân vận động Thành phố Podgorica, Podgorica, Montenegro | Liechtenstein | 2–0       | 2–0     | Vòng loại UEFA Euro 2016      |
| 16. | 12 tháng 11 năm 2015 | Philip II Arena, Skopje, Macedonia                      | Bắc Macedonia | 1–4       | 1–4     | Giao hữu                      |
| 17. | 4 tháng 9 năm 2016   | Cluj Arena, Cluj-Napoca, România                        | România       | 1–1       | 1–1     | Vòng loại FIFA World Cup 2018 |
| 18. | 8 tháng 10 năm 2016  | Sân vận động Thành phố Podgorica, Podgorica, Montenegro | Kazakhstan    | 3–0       | 5–0     | Vòng loại FIFA World Cup 2018 |
| 19. | 11 tháng 11 năm 2016 | Sân vận động Cộng hòa Vazgen Sargsyan, Yerevan, Armenia | Armenia       | 2–0       | 2–3     | Vòng loại FIFA World Cup 2018 |
| 20. | 4 tháng 6 năm 2017   | Sân vận động Thành phố Podgorica, Podgorica, Montenegro | Iran          | 1–1       | 1–2     | Giao hữu                      |
| 21. | 10 tháng 6 năm 2017  | Sân vận động Thành phố Podgorica, Podgorica, Montenegro | Armenia       | 2–0       | 4–1     | Vòng loại FIFA World Cup 2018 |
| 22. | 10 tháng 6 năm 2017  | Sân vận động Thành phố Podgorica, Podgorica, Montenegro | Armenia       | 3–0       | 4–1     | Vòng loại FIFA World Cup 2018 |
| 23. | 10 tháng 6 năm 2017  | Sân vận động Thành phố Podgorica, Podgorica, Montenegro | Armenia       | 4–0       | 4–1     | Vòng loại FIFA World Cup 2018 |
| 24. | 4 tháng 9 năm 2017   | Sân vận động Thành phố Podgorica, Podgorica, Montenegro | România       | 1–0       | 1–0     | Vòng loại FIFA World Cup 2018 |
| 25. | 5 tháng 9 năm 2020   | Sân vận động GSP, Nicosia, Síp                          | Síp           | 1–0       | 2–0     | UEFA Nations League 2020–21   |
| 26. | 5 tháng 9 năm 2020   | Sân vận động GSP, Nicosia, Síp                          | Síp           | 2–0       | 2–0     | UEFA Nations League 2020–21   |
| 27. | 10 tháng 10 năm 2020 | Sân vận động Thành phố Podgorica, Podgorica, Montenegro | Azerbaijan    | 1–0       | 2–0     | UEFA Nations League 2020–21   |
| 28. | 17 tháng 11 năm 2020 | Sân vận động Thành phố Podgorica, Podgorica, Montenegro | Síp           | 1–0       | 4–0     | UEFA Nations League 2020–21   |
| 29. | 24 tháng 3 năm 2021  | Sân vận động Skonto, Riga, Latvia                       | Latvia        | 1–1       | 2–1     | Vòng loại FIFA World Cup 2022 |
| 30. | 24 tháng 3 năm 2021  | Sân vận động Skonto, Riga, Latvia                       | Latvia        | 2–1       | 2–1     | Vòng loại FIFA World Cup 2022 |
| 31. | 27 tháng 3 năm 2021  | Sân vận động Thành phố Podgorica, Podgorica, Montenegro | Gibraltar     | 4–1       | 4–1     | Vòng loại FIFA World Cup 2022 |
| 32. | 10 tháng 9 năm 2022  | Sân vận động Thành phố Podgorica, Podgorica, Montenegro | Bulgaria      | 2–1       | 2–1     | Vòng loại UEFA Euro 2024      |
| 33. | 17 tháng 10 năm 2023 | Sân vận động Sao Đỏ, Belgrade, Serbia                   | Serbia        | 1–0       | 1–3     | Vòng loại UEFA Euro 2024      |
| 34. | 16 tháng 11 năm 2023 | Sân vận động Thành phố Podgorica, Montenegro            | Litva         | 2–0       | 2–0     | Vòng loại UEFA Euro 2024      |
| 35. | 25 tháng 3 năm 2024  | Mardan Sports Complex, Antalya, Thổ Nhĩ Kỳ              | Bắc Macedonia | 1–0       | 1–0     | Giao hữu                      |
| 36. | 9 tháng 6 năm 2024   | Sân vận động Thành phố Podgorica, Podgorica, Montenegro | Gruzia        | 1–2       | 1–3     | Giao hữu                      |

## Danh hiệu
Partizan
- Serbian SuperLiga: 2007–08[14]
- Serbian Cup: 2007–08[14]

Manchester City
- Premier League: 2013–14[15]
- Football League Cup: 2013–14[16]

Olympiacos
- UEFA Europa Conference League: 2023–24[17]

Cá nhân
- Cầu thủ bóng đá xuất sắc nhất năm của Montenegro: 2009, 2015[18]

## Đời tư
Cổ động viên Fiorentina trao cho Jovetić biệt danh "Jo-Jo". Các fan của Fiorentina đặt cho Jovetić cái biệt danh "Jo-Jo" bởi mái tóc của anh, Jovetić thường gây ấn tượng bởi nó và được so sánh với kiểu tóc của tay ghita lừng danh của ban nhạc Queen Brian May. Thần tượng của anh là tiền đạo Juventus và là đồng đội tại đội tuyển quốc gia Mirko Vučinić, người mà anh nhận băng đội trưởng từ tại đội tuyển U-21 Montenegro ở tuổi 17, và Andriy Shevchenko, người Jovetić đã noi gương khi còn là 1 đứa trẻ